# Пиренеи (национальный парк)
Национальный парк Пиренеи (фр. Parc national des Pyrénées) — национальный парк Франции, расположенный во французских департаментах Верхние Пиренеи и Пиренеи Атлантические.

## География

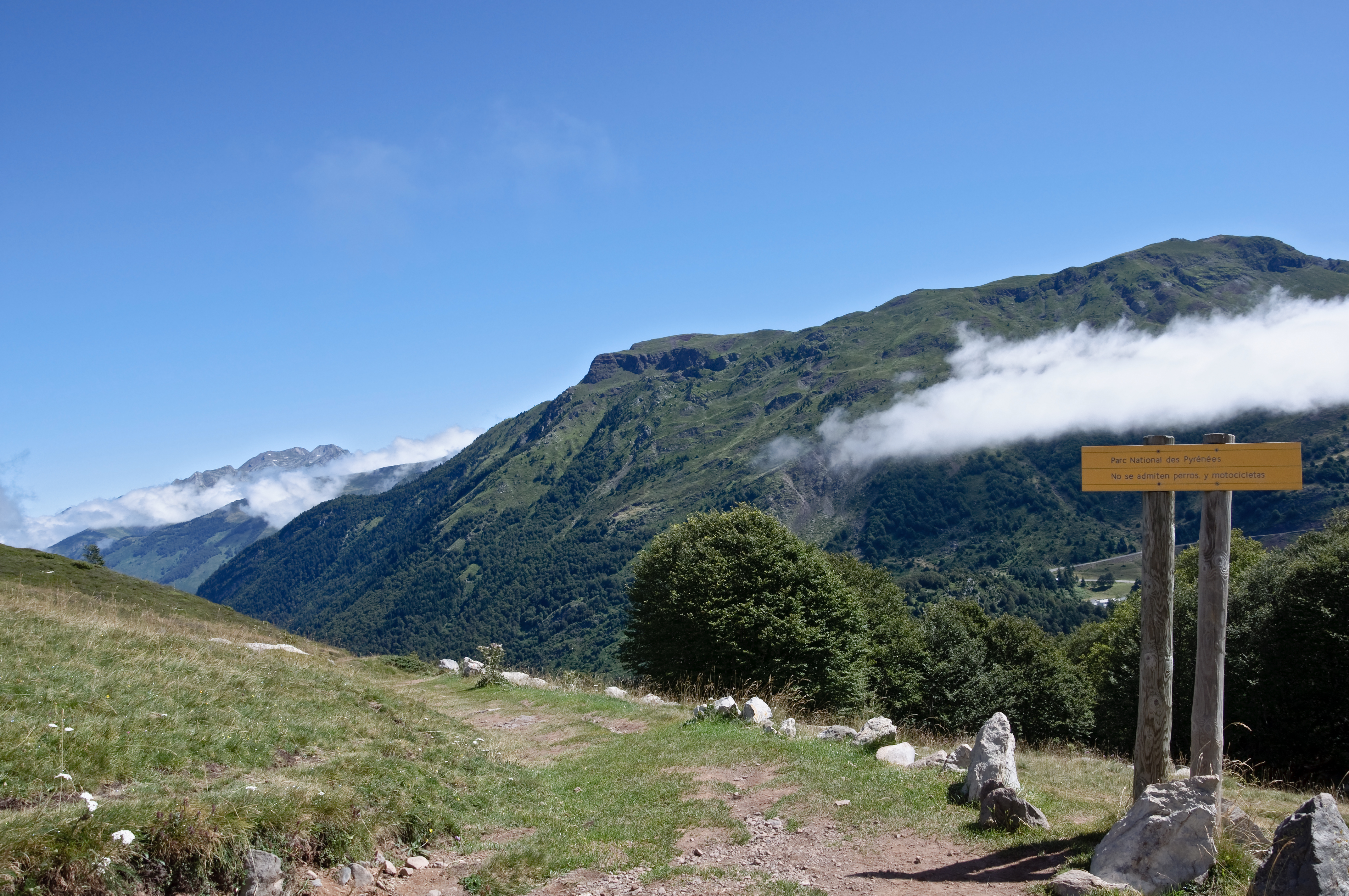

На границе Франции и Испании расположен живописный и гористый ландшафт, где можно заняться различными видами активного отдыха, включая пешие походы, катание на лыжах, альпинизм и наблюдение за дикой природой.
Парк был создан в 1967 году как природное наследие без барьеров и заборов, где животные полностью свободны. Посвящённый сохранению биоразнообразия и ландшафтов, а также изучению дикой природы и видов растений, парк является домом для 70 различных видов млекопитающих.
Восточная часть национального парка является французской частью Пиренеи — Мон-Пердю, включенного в список Всемирного наследия, который охватывает границу между Францией и Испанией.